# Власть луны
«Власть луны» или «Очарованные луной» (англ. Moonstruck — «Помешанные») — мелодрама режиссёра Нормана Джуисона, снятая в 1987 году. Фильм удостоен «Серебряного медведя» Берлинского кинофестиваля за лучшую режиссуру и 3 премий «Оскар» при шести номинациях, включая статуэтки за лучшую женскую роль (Шер) и лучшую женскую роль второго плана (Олимпия Дукакис). Известный кинокритик Роджер Эберт обозначил фильм как один из представленных в его собственной коллекции «Великих фильмов», собранной к июню 2003 года.
По версии Американского института кино картина занимает 41-е место в списке 100 комедий, 17-е место в 100 страстей, 96-е место в 100 киноцитат («Прекращай это!»), 8-е место в списке «10 лучших романтических комедий» 10 фильмов из 10 жанров.
Также фильм был номинирован на список 100 лучших американских фильмов за 100 лет, за 1998 и 2007 годы, а песня «That’s Amore» — на 100 лучших песен.

## Сюжет
В фильме показана жизнь представителей итальянской диаспоры в Бруклине, к ней принадлежат почти все герои фильма, а во многих диалогах проскакивают итальянские слова, хотя основная речь персонажей английская. Главная тема картины — неожиданная и страстная любовь главной героини, разбившая её планы и перевернувшая её жизнь. История любви, почти точно повторяющая историю героев оперы Пуччини «Богема», с той лишь разницей, что описана она в жанре мелодрамы, следовательно, заканчивается иначе.
Лоретта Касторини (Шер) — 37-летняя вдова, работающая бухгалтером в похоронном бюро, живёт с большой семьёй в двухэтажной квартире в Бруклин-Хайтс. Первая же сцена, в которой Лоретта готовит налоговые документы и вдруг начинает упрекать начальника за беспорядок в бумагах и расчётах, полностью раскрывает её характер: это рациональная и холодная женщина, строгая и опрятная в одежде, последовательная и пунктуальная в делах и в личной жизни, привыкшая руководить мужчинами.
И в первую очередь она руководит 42-летним Джоном Энтони Каммарери (Дэнни Айелло), который, несмотря на то что считает, что мужчина должен держать женщину в узде, смотрится довольно невзрачно рядом с ней, когда она подробно, тоном, не терпящим возражений, объясняет ему, что и как нужно сделать. Джонни делает Лоретте предложение в ресторане, та вынуждает его встать на колени ради этого, тот дарит ей кольцо в качестве помолвки, сцена сопровождается аплодисментами. Перед свадьбой мужчина должен съездить в Италию, в Палермо, дабы проститься с умирающей матерью. Они прощаются в аэропорту, перед отлётом Джонни просит Лоретту пригласить на свадьбу своего младшего чудаковатого брата Ронни, «дурную кровь», как он его называет, с которым он уже 5 лет в ссоре. Старуха, облачённая в чёрное, заявляет ей, что прокляла самолёт, на котором находится её сестра, которая 50 лет назад увела её парня, и тот должен взорваться.
Дома Лоретту встречает свора собак её дедушки (Фёдор Шаляпин-младший). Бодрствующий отец Лоретты Космо (Винсент Гардения), скептично настроен касаемо бракосочетания, считая Джонни маменькиным сынком и уверен, что ничего хорошего из этой свадьбы не выйдет, тем более что Лоретта уже была замужем. Та замечает, что тогда всё было плохо устроено — церемония проходила не в церкви, а в муниципалитете, не было нормального подвенечного платья, без торта. Чета Касторини, женившаяся по любви, от которой теперь ничего не осталось, переживает кризис, Космо с неохотой спит с женой в одной кровати. Разбуженная мать Лоретты, Роза (Олимпия Дукакис), особенно не переживает, но всё же интересуется:
Роза: Ты любишь его, Лоретта?

Лоретта: Нет

Роза: Это хорошо. Потому что когда любишь мужиков, они садятся на шею, потому что они знают, что ты их любишь. Он тебе нравится?

Лоретта: О, да. Он такой милый человек, мам…
Отец отказывается по традиции оплачивать свадьбу.
Наутро немногословный, но всё про всех знающий дедушка Лоретты как обычно выгуливает пятерых своих питомцев, даже там, где это запрещено. Родственникам недавно почившего человека, собравшимся у могилы, старик говорит, что считает, что его сын должен заплатить за торжество, дабы не выглядеть дураком в чужих глазах. Один из них говорит, какая вчера была потрясающая Луна, на что старик замечает, что власть Луны велика, так как та притягивает женщин к мужчинам. Лоретта решает после свадьбы жить в небольшой квартиры Джонни, так как его отцу тот не нравится. Каммарери звонит ей, сообщая, что нормально долетел, но пока не сообщил матери, несмотря на присутствие монашек держащуюся довольно бодро, что они женятся, и напомнил пригласить Ронни, дабы прекратить Повесив трубку, Джонни рыдает.
Лоретта звонит Ронни, работающего на горячем цеху в «Булочной Каммарери», но тот бросает трубку. Тогда женщина наведывается прямиком в пекарню и выслушивает разглагольствования ничего не добившегося, в отличие от брата, в жизни парня. Тот снимает белую перчатку и показывает деревянный протез на месте левой кисти, которую, как он говорит, он потерял по вине брата 5 лет назад. Узнав, что Ронни отрезала руку хлеборезка, его невеста ушла к другому. Услышав от Лоретты, что его брат, пришедший заказать хлеб, не виноват из-за случайности, но приходит в ярость. Несмотря на непонимание, они продолжают разговор на втором этаже здания, где живёт Ронни.
Космо запрашивает высокую цену в 10 600 долларов за замену труб в ванной клиентов, так как он делает трубы из меди, которые медленнее изнашиваются. Он встречается в кафе с любовницей Моной (Анита Джиллет) и дарит той золотой браслет, после чего подвозит до дома.
Лоретта готовит Ронни спагетти со стейком и сообщает, что её первый муж, с которым она прожила 2 года, погиб 7 лет назад, попав под автобус. Они открывают бутылку виски, Лоретта называет парня «волком без лапы», зациклившемся на одной девушке. Тот переворачивает стол, после чего они внезапно целуются. В порыве страсти тот несёт не сопротивляющуюся женщину, наплевавшую на жениха, в кровать.
На семейном ужине, на котором присутствует Рэймонд Коппомагги (Луис Гасс), шурин Космо, и его жена Рита (Джули Бовассо), домочадцы не дожидаются Лоретты. Рэймонд вспоминает, как зять ухаживал за его сестрой, припоминая, как тогда была огромная Луна. Когда Роза грубо не позволяет свёкру отнести мясо со стола собака, все смущённо продолжают трапезу в тишине. Увидев, что напившийся муж уже уснул, Роза смотрит на Луну. Тоже делает и Лоретта. Проснувшийся Рэймонд говорит, что эта та самая Луна, о которой он рассказывал. Рита говорит, что с таким выражением лица он выглядит на 25 лет, переживающие второй медовый месяц супруги целуются. Выгуливающий собак дедушка также восхищается небесным светилом, и вместе собаками воет на неё.
Наконец, одумавшись, Лоретта заявляет Ронни, что между ними не может быть никаких отношений и что она — невеста его брата, и даёт тому пощёчины, когда слышит предложение. Ронни обещает больше не беспокоить её, если она составит ему компанию в Метрополитен-опере. В церкви Лоретта кается в исповедальне, после чего подсаживается к матери, узнавшей, что муж изменяет ей. Из-за «Луны Космо» Рэймонд находится в приподнятом расположении духа. Лоретта прихорашивается в салоне красоты «Золушка» и при выходе слышит одобряющий присвист от одного из мужчин, после чего покупает платье и готовится к посещению оперы. Поначалу оба не видят друг друга при входе, при приближении Лоретта не даёт поцеловать себя.
В ресторане одинокая Роза замечает Перри (Джон Махони), пожилого профессора (единственного не итальянца в фильме), очередная встреча которого со своей студенткой вновь оказывается скандалом — та выплёскивает содержимое бокала ему в лицо. Тот предлагает женщине поужинать с ним, они общаются об отношениях. Перри говорит, что его любовницы бросают его, так как пышут молодостью, в отличие от него, Роза отвечает, что преподаватель мало знает о женщинах, после чего позволяет новому знакомому проводить себя. На углу они натыкаются на дедушку, предающегося своему любимому занятию, тот смущённо проходит мимо.
Во время выступления Ронни целует руку Лоретты, они смотрят друг на друга со слезами на глазах. На сцене мужчина и женщина протягивают друг другу руки под Луной. Дочь и отец, случайно столкнувшись, уличают друг друга в измене. Космо говорит: «Ты моя дочь. Я не позволю тебе вести себя, как шлюха», на что Лоретта отвечает: «А ты — мой отец!..» Они расстаются, делая вид, что этой встречи не было. Роза говорит, что не пригласит Пенни домой, так как уже жената, и отказывается идти к нему на квартиру, так как стара для этого, однако даёт поцеловать себя на прощание в щёку. По дороге домой Лоретта вновь упрекает себя, но Ронни, благодаря своему красноречию, говоря, что ему важно лишь то, чтобы они были вместе, даже если за это они будут гореть в Аду, успокаивает её, их отношения налаживаются, они возвращаются в холостяцкую квартиру.
Той же ночью возвращается Джонни: его мать чудесным образом исцелилась, и он хочет сказать что-то важное Лоретте, о чём сообщает её матери. Вернувшийся свёкор не хочет здороваться с невесткой. Джонни считает, что мужчины гоняются за женщинами, дабы вернуть ребро, из которого Бог их сотворил, и без них они не чувствуют себя полноценными. Также им нужно больше одной спутницы, так как они боятся смерти, этот ответ удовлетворяет Розу. Вернувшийся мистер Касторини намекает без пяти минут зятю, что тот ему не по душе.

Наутро радостная Лоретта возвращается домой, мать сообщает ей о приезде жениха и замечает засос на шее дочери. В дом наведывается Ронни, решивший решить всё на месте, и знакомится с родителями любовницы. На кухню приходит дедушка, говорящий сыну оплатить свадьбу. Семья завтракает овсянкой и кофе. Космо, узнав, что Розе известно о его изменах, молча встаёт, бьёт ладонью по столу, после обещает жене порвать с любовницей. Приходит чета Коппомагги, напоминающая Лоретте, что та забыла положить их деньги в банк. Дедушке не нравится повисшая в ожидании Джонни тишина, но тут же раздаётся звонок в дверь. Джонни повергает всех в шок, заявив, что не может жениться на Лоретте, так как в этом случае его мать умрёт, и забирает кольцо. Разгорается небольшой скандал. Этим тут же пользуется Ронни, предложив Лоретте руку и сердце, брат молча протягивает тому кольцо. 
Роза: Ты его любишь, Лоретта?

Лоретта: Да, мама, безумно.

Роза: Вот это кошмар…
Лоретта принимает предложение Ронни, они целуются и обнимаются, дедушка плачет, после чего подаёт бокал с шампанским сидящему в стороне Джонни, ведь он тоже часть семьи. Все поднимают итальянский тост: «Alla famiglia!» («За семью!»). Камера переносится в комнату с семейными фотографиями.
Титры сопровождаются фотографией семьи в рамке, подёрнутой облаками Луной и итальянской песней.

## В ролях
- Шер — Лоретта Касторини
- Николас Кейдж — Ронни Каммарери
- Олимпия Дукакис — Роза Касторини, мать Лоретты
- Винсент Гардения — Космо Касторини, отец Лоретты
- Дэнни Айелло — Джонни Каммарери, жених Лоретты, старший брат Ронни
- Джон Махони — Перри, знакомый Розы
- Луис Гасс — Рэймонд Коппомагги, шурин Космо
- Джули Бовассо — Рита Коппомагги, жена Рэймонда
- Фёдор Шаляпин-младший — дедушка Лоретты по отцовской линии
- Анита Джиллет — Мона, любовница Космо

## Награды и номинации

### Награды
- 1987 — Премия Национального совета кинокритиков США
  - Лучшая женская роль второго плана — Олимпия Дукакис
- 1988 —Берлинский международный кинофестиваль
  - Серебряный медведь (Лучший режиссёр)— Норман Джуисон
- 1988 — Премия «Золотой глобус»
  - Лучшая женская роль (комедия или мюзикл)— Шер
  - Лучшая женская роль второго плана— Олимпия Дукакис
- 1988 — «Оскар»
  - Лучшая женская роль — Шер
  - Лучшая женская роль второго плана — Олимпия Дукакис
  - Лучший оригинальный сценарий — Джон Патрик Шэнли
- 1988 — Премия «Давид ди Донателло»
  - Лучшая зарубежная актриса — Шер
- 1988 — Премия Гильдии сценаристов Америки
  - Лучший оригинальный сценарий — Джон Патрик Шэнли

### Номинации
- 1988 — Берлинский международный кинофестиваль
  - Золотой медведь — Норман Джуисон
- 1988 — «Оскар»
  - Лучший фильм — Норман Джуисон, Патрик Дж. Палмер
  - Лучший режиссёр — Норман Джуисон
  - Лучшая мужская роль второго плана — Винсент Гардения
- 1988 — Премия «Золотой глобус»
  - Лучший фильм (комедия или мюзикл)
  - Лучший актёр в комедии или мюзикле — Николас Кейдж
  - Лучший сценарий — Джон Патрик Шенли
  - 1989 — Премия BAFTA
    - Лучшая женская роль — Шер
    - Лучшая женская роль второго плана — Олимпия Дукакис
    - Лучшая музыка — Дик Хаймен
    - Лучший оригинальный сценарий — Джон Патрик Шэнли